# Typ XXXIV
Die Typ XXXIV war ein geplantes Kleinst-U-Boot für die deutsche Kriegsmarine während des Zweiten Weltkrieges, welches im Winter 1944/1945 fertig ausgearbeitet wurde. Das Projekt wurde danach dem Chef des Kleinkampfmittel-Amtes zur Genehmigung vorgestellt, kam jedoch vor Kriegsende nicht mehr zur Realisierung. Es wurden auch keine Prototypen hergestellt.

## Entwicklungsgeschichte
Die Entwicklung der U-Boot-Klasse XXXIV erfolgte unter der Notwendigkeit, für die „Kleinkampfverbände der Kriegsmarine“ neuartige Seewaffensysteme zur Verfügung zu stellen. Der Forderungskatalog des Oberkommandos der Marine (OKM) umfasste folgende Forderungen:
- vollständige Unabhängigkeit von Überwasserfahrt durch Schnorchel
- kurzfristige hohe Unterwassergeschwindigkeit mittels Kreislaufbetrieb
- geringstmögliche Abmessungen
- einfachste Bauweise zur Verkürzung der Bauzeit und des Bauaufwandes
- Einsatzdauer 7 Tage bei 1200 sm Fahrtstrecke (bei 10 kn Schnorchelfahrt)
- Besatzungsstärke 3 Mann (um einen Wachwechsel zu ermöglichen)

Das diesen Forderungen entsprechende Boot sollte eine 8,5 mm dicke Außenhaut und im Abstand von 300 mm stehende Spanten zur Stabilisierung des Druckkörpers bekommen. Der Druckkörper selbst sollte aus vier Teilen – einem Bug-, zwei Mittel- und einem Heckteil – bestehen, die miteinander mittels Gummidichtungen verschraubt werden sollten. Dies sollte eventuelle Wartungs- und Instandhaltungsarbeiten am Boot beschleunigen. Die Betriebsmittel waren mit 570 Liter Kraftstoff und 560 Litern flüssigem Sauerstoff berechnet. Als Bewaffnung waren vier Torpedos des Typs G7 vorgesehen, die in freiflutenden Kammern im Bug in Laufschienen untergebracht werden sollten. Ihr Abschuss sollte von der Zentrale aus erfolgen. Die Höhe des Boots war so gering, dass es nicht möglich war, ein starres Standardseerohr zu installieren, und man entschied sich daher für den Einbau einer klappbaren Variante.
Das Projekt wurde aufgegeben, um die noch zur Verfügung stehenden Ressourcen bereits bestehenden U-Boot-Typen zukommen zu lassen.